# Manga Time Kirara Max
Manga Time Kirara Max (яп. まんがタイムきららMAX Манга Тайму Кирара MAX) — японский журнал сэйнэн-манги, издаваемый компанией Houbunsha. В нём публикуются ёнкома-сериалы. Max — 3-й журнал из линейки Manga Time Kirara, впервые выпущенный 18 января 2004 года. В настоящее время Manga Time Kirara Max выходит 19 числа каждого месяца.

## Манги, выходившие/выходящие в Manga Time Kirara Max
- Bocchi the Rock! (автор Аки Хамадзи) (онгоинг с 2017 года)
- Comic Girls[англ.] (автор Каори Хандзава) (онгоинг с 2014 года)
- Doushite Watashi ga Bijutsuka ni!? (автор Утау Аидзаки) (онгоинг с 2016 года)
- Free! (автор GAN) (2010–2014 годы)
- ○-hon no Juuninn (автор kashmir) (2004–2015 годы)
- Ichigo no Haitta Sodasui (автор Cherry Arai) (2012–2018 годы)
- Is the Order a Rabbit? (автор Koi) (онгоинг с 2011 года)
- Kanamemo (автор Сёко Ивами) (2007–2010 годы)
- Kin-iro Mosaic[3] (автор Юи Хара) (онгоинг с 2010 года)
- Kotoha no Ouji-sama (автор Сумико Ватанабэ) (2004 год)
- Magic of Stella[англ.] (автор Cloba.U) (онгоинг с 2012 года)
- Rakka Ryuusui[англ.] (автор Икки Санада) (2005–2015 годы)
- The Last Uniform[англ.] (автор Мэра Хакамада) (2004–2006 годы, публикация в Manga Time Kirara Carat, 2007 год)
- Welcome to Wakaba-Soh[англ.] (автор Chako Abeno) (2009–2010 годы)

## Аниме адаптации
- Kanamemo — лето 2009 года
- Kin-iro Mosaic — лето 2013 года
- Is the Order a Rabbit? — весна 2014 года
- Hello!! Kin-iro Mosaic — весна 2015 года
- Is the Order a Rabbit?? — осень 2015 года
- Magic of Stella[англ.] — осень 2016 года
- Comic Girls[англ.] — весна 2018 года
- Is the Order a Rabbit? 3 — осень 2020 года
- Bocchi the Rock! — осень 2022 года